# Trump International Hotel and Tower (Las Vegas)
Trump International Hotel and Tower is een wolkenkrabber in Las Vegas, Verenigde Staten. Het gebouw is 189,59 meter hoog en telt 64 verdiepingen. Op 31 maart 2008 werd het hotel geopend.
Het hotel staat aan Fashion Show Drive, dicht bij de Las Vegas Strip. Aan de overkant van de 14.000 m² waarop het gebouw staat, bevindt zich Wynn Las Vegas. Ook de Fashion Show Mall is dicht bij het hotel gelegen.

## Ontwerp
Het hotel bevat 1282 kamers. Daarnaast vindt men in het gebouw ook een restaurant DJT, dat naar Donald Trump vernoemd is en een ander restaurant, dat aan de rand van het zwembad ligt.
Het gebouw is voor het grootste deel bekleed met glas. Op dit glas is een laagje van 24-karaats goud aangebracht.

## Galerij

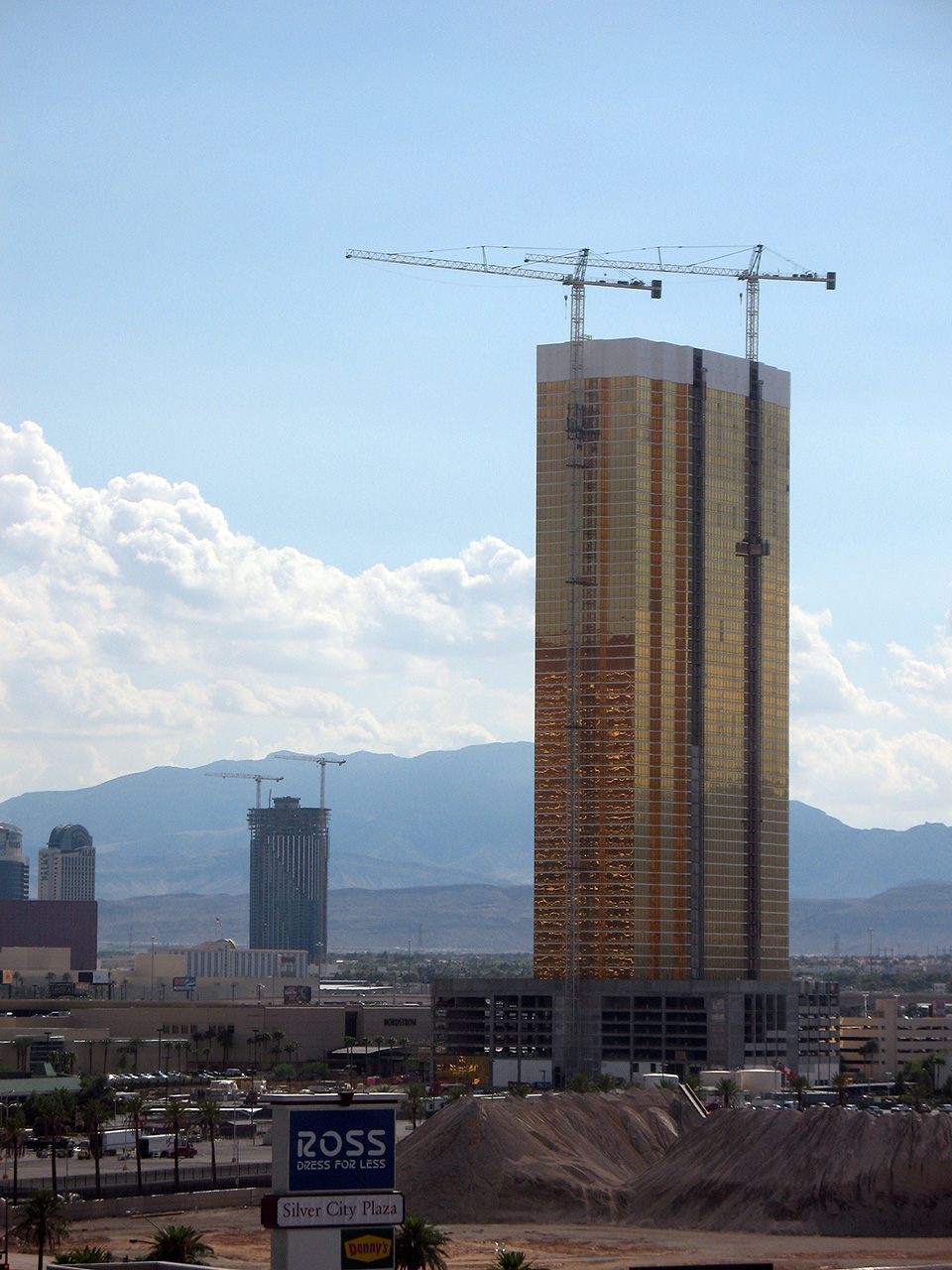
Trump International Hotel and Tower op 2 augustus 2007
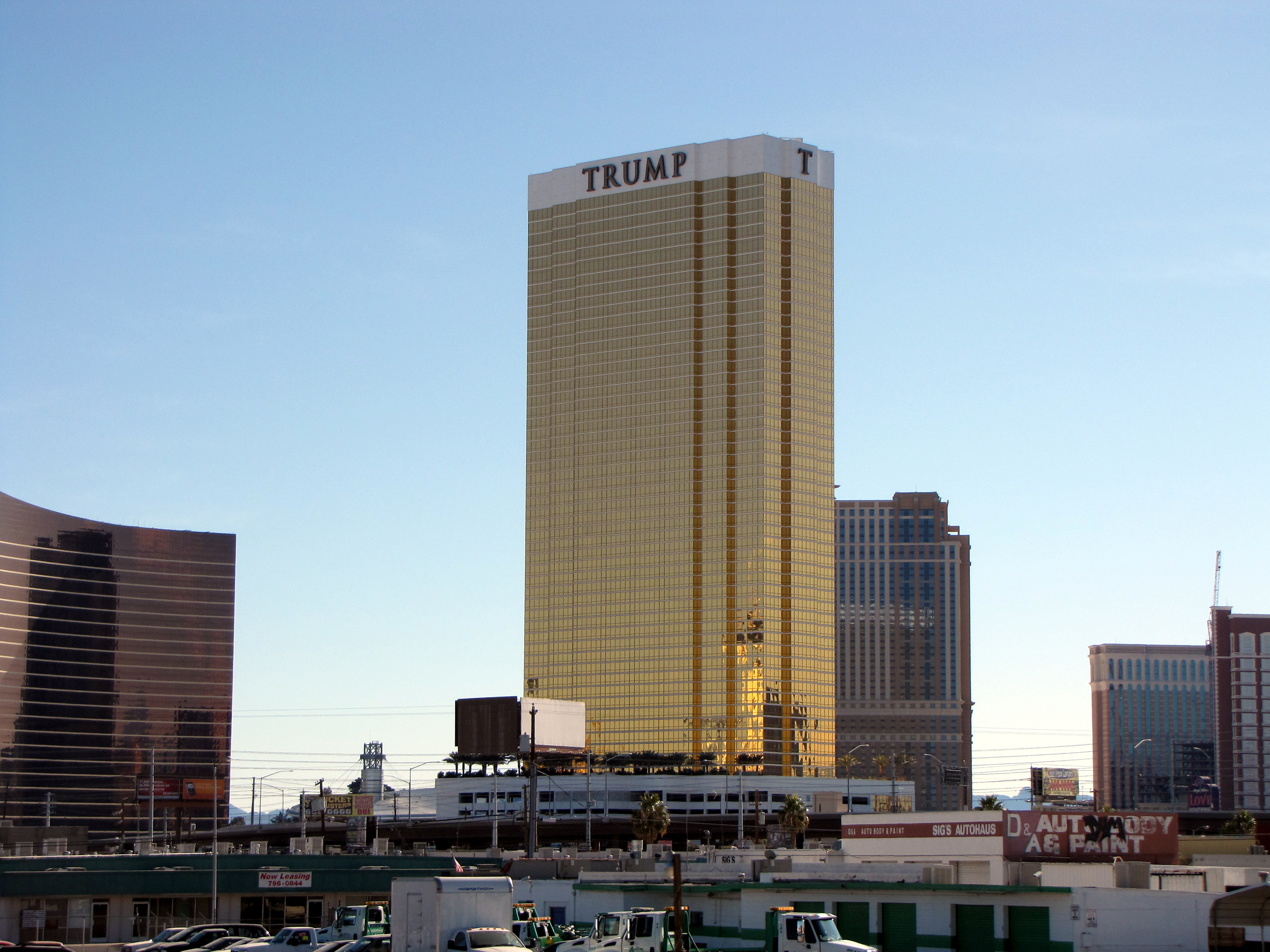
Trump International Hotel and Tower met Wynn Las Vegas
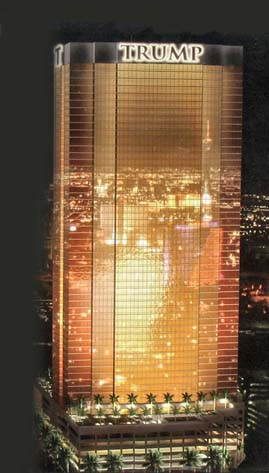
Render van Trump International Hotel and Tower